# Bicazammina
Bicazammina es un género de foraminífero bentónico de la familia Textulariopsidae, de la superfamilia Spiroplectamminoidea, del suborden Spiroplectamminina y del orden Lituolida. Su especie tipo es Bicazammina jurassica. Su rango cronoestratigráfico abarca el Jurásico superior.

## Discusión
Clasificaciones previas incluían Bicazammina en el suborden Textulariina del orden Textulariida, o en el orden Lituolida sin diferenciar el suborden Spiroplectamminina.

## Clasificación
Bicazammina incluye a la siguiente especie:
- Bicazammina jurassica †